# ブランディッツォ
ブランディッツォ（伊: Brandizzo）は、イタリア共和国ピエモンテ州トリノ県にある、人口約8,800人の基礎自治体（コムーネ）。

## 地理

### 位置・広がり

#### 隣接コムーネ
隣接するコムーネは以下の通り。
- キヴァッソ
- サン・ラッファエーレ・チメーナ
- セッティモ・トリネーゼ
- ヴォルピャーノ